# Tizi N'Isly (kommun)
Tizi N Isly (franska: Tizi N Isly (CR), Tizi N Isly (Commune Rurale), arabiska: تانوغة) är en kommun i Marocko.   Den ligger i provinsen Béni Mellal och regionen Béni Mellal-Khénifra, i den nordöstra delen av landet, 200 km sydost om huvudstaden Rabat. Antalet invånare är 10 060.